# Gli assi della risata
Pour plus de détails, voir Fiche technique et Distribution.
Gli assi della risata est une comédie à sketches italienne réalisée par Roberto Bianchi Montero, Gino Talamo et Giuseppe Spirito et sortie en 1943.
Il s'agit du premier film à sketches de l'histoire du cinéma italien parlant, précédant d'un an le Circo equestre Za-bum de Mario Mattoli. En 1942, la maison de production Cines avait initialement prévu douze épisodes mettant entre autres en vedette Totò, Erminio Macario, Eduardo De Filippo et Aldo Fabrizi, mais le projet n'a pas été achevé, probablement à cause de la guerre : sept épisodes ont été tournés, mais ont été réduits à quatre ou cinq lors des deux sorties « clandestines » (c'est-à-dire sans visa de censure) que le film a connues à Rome et à Milan entre l'automne 1943 et l'été 1944.
Le film représente également le seul témoignage visuel restant des Frères De Rege, qui apparaissent dans deux épisodes, étant donné que les quatre longs métrages dans lesquels ils ont joué en duo (Milizia territoriale, Allegri masnadieri, Lasciate ogni speranza et L'allegro cantante) sont actuellement invisibles.

## Synopsis
Ciribiribin
Il s'agit d'une fantaisie musicale sur le motif de la chanson homonyme (it) qui s'étend sur trois époques : 1870, l'année de lancement de la chanson ; 1910, une époque où les motifs musicaux célèbres ont commencé à être déformés ; et 1999, dans le futur, où deux jeunes chanteurs sautent en parachute d'un avion après avoir trinqué, en direction d'une ville ressemblant beaucoup à New York, tandis que les passagers de l'avion commencent à entrevoir la planète Saturne.
Il trionfo di Poppea
Un barbier amateur de cinéma est marié à une belle femme qui est reluquée par le secrétaire d'une société cinématographique et sélectionnée pour jouer le rôle de Poppée. Parce que le barbier est jaloux, le réalisateur du film est obligé de lui confier le rôle de Pétrone, en lui promettant que sa femme tournera avec lui les scènes d'amour du film. Au studio, les acrobaties réalisées par le personnel pour éloigner le barbier du tournage pendant que sa femme joue les scènes en duo avec un autre acteur dans le rôle de Néron provoquent une grande confusion. Lorsque le barbier se rend compte de la vérité, il se retire tristement dans sa boutique. Sa femme, en revanche, commence une brillante carrière.
Non chiamarmi Dodò!
Un commendatore marié, en compagnie d'un de ses amis, décide de faire une escapade en allant prendre une collation avec deux jolies filles dans une auberge de banlieue. Mais sa femme, qui a compris la supercherie en espionnant ses appels téléphoniques, décide de ne pas partir pour Florence et le précède à l'auberge de campagne. Se déguisant en cuisinière, elle lui fait oublier à jamais le désir d'un tel méfait en le ramenant au foyer domestique.
Il mio pallone
Un homme se rend dans un immeuble pour chercher un emploi de porteur, mais à la suite d'un malentendu, il est engagé comme gardien de but d'une équipe de football. Au moment du match, un de ses amis lui fait une injection d'un produit excitant et il est en pleine forme sur le terrain. Lors du deuxième match, tout dérape car, une fois l'effet de l'injection dissipé, le ballon s'envole dans le filet et notre héros évite miraculeusement d'être lynché par les supporters.
L'ombrello smarrito
Après une soirée de réjouissances, un riche chevalier est impliqué dans la recherche d'un parapluie perdu par son ami Gervasio, son serviteur Giuseppe et la charmante femme de chambre. La nouvelle se répand qu'une femme a été assassinée et le chien de cette dernière, qui fait toutes sortes de bêtises, entre en scène. Après une succession de situations paradoxales, ils se retrouvent tous au milieu d'une course cycliste, où le chevalier est impliqué dans une bagarre. Lorsqu'ils se retrouvent tous au poste de police, tous les malentendus sont dissipés : la femme assassinée n'était qu'un gros titre de journal, annonçant une séance de cinéma.
Turno di riposo
Gigetto, un chauffeur de bus, profitant de sa ressemblance avec son cousin Angelico, demande à prendre sa place pour passer une journée entière avec sa petite amie. Angelico, lui, est obligé de remplacer le chauffeur en conduisant un bus avec les soixante invités d'un mariage. Il est aidé par un ami, mais doit faire face à un pickpocket qui se faufile dans le bus pour voler les portefeuilles des passagers. Tout se passe bien ; les invités arrivent à l'heure pour la cérémonie de mariage, tandis que le pickpocket bat en retraite les mains vides.
Buon appetito!
Un gentilhomme affamé, afin d'acquérir un héritage — et surtout de manger gratuitement — prend la place d'un vieux baron sur son lit de mort en trompant son jeune neveu, qui est soudainement venu le voir. Il réussit, mais à cause de sa faim chronique, il tombe malade. On le ranime en lui faisant sentir un poulet rôti ; une fois qu'il a repris ses esprits, il est admis aux urgences.

## Fiche technique
- Titre original italien : Gli assi della risata[1],[2],[3] (litt. « Les As du rire »)
- Réalisateur : Roberto Bianchi Montero, Gino Talamo (segments Il mio pallone et Turno di riposo), Giuseppe Spirito (segment Ciribiribin)
- Scénario : Virgilio Riento (segments Il trionfo di Poppea et Buon appetito!), Pietro Petroselli (segments Non chiamarmi Dodò!, Il mio pallone et Turno di riposo), Ermanno Contini (it), Vincenzo Talarico (it) (segment L'ombrello smarrito)
- Photographie : Fernando Risi (it) et pour le segment Non chiamarmi Dodò!, Vincenzo Seratrice.
- Musique : Giovanni Castorina
- Production : Raffaele Colamonici (it)
- Société de production : Cines, Juventus Film
- Société de distribution : Ente nazionale industrie cinematografiche
- Pays de production :  Royaume d'Italie
- Langue originale : italien
- Format : Noir et blanc - 1,37:1 - Son mono - 35 mm
- Durée : 86 minutes
- Genre : Comédie à sketches
- Dates de sortie :
  - Royaume d'Italie : novembre 1943 (Rome) ; août 1944 (Milan)

## Distribution
Ciribiribin
- Tisa Flora : la chanteuse dans l'avion
- Lajos Onodi : le chanteur dans l'avion
- Enzo Gainotti : un passager de l'avion
- Liana Del Balzo : une passagère de l'avion

Il trionfo di Poppea
- Virgilio Riento : Pasquale Bellezza, le barbier
- Mary Melvin : Gemma Belfiore, son épouse
- Luigi Pavese : Bandini, le secrétaire de « Spruzzi Film »
- Nando Bruno : Tentotti, un assistant sur le plateau de tournage

Non chiamarmi Dodò!
- Enrico Viarisio : le commandant Eduardo Piccioni
- Titina De Filippo : Giulia, sa femme
- Vanna Vanni : Matilde, une fille
- Giuseppe Porelli : Carletti, l'ami du Commendatore
- Enzo Gainotti : l'aubergiste

Il mio pallone
- Giorgio De Rege : Giorgio Brambilla, le portier
- Guido De Rege : l'ami de Giorgio
- Fausto Guerzoni : le Marquis Bonacci
- Nietta Zocchi : l'amie du marquis
- Giovanni Conforti : un locataire du palais
- Anna Magnani

L'ombrello smarrito
- Paolo Stoppa : le cavalier Cirillo Mede di Cesalegno
- Virgilio Riento : Gervasio, l'ami de Cirillo
- Laura Gore : la femme de chambre de Cirillo

Turno di riposo
- Giorgio De Rege : Gigetto, le chauffeur de bus / Angelico, son cousin
- Guido De Rege : l'ami de Gigetto
- Aristide Garbini : le propriétaire de la compagnie de bus
- Fausto Guerzoni : le pickpocket du bus
- Mimi Turbine : la petite amie de Gigetto

Buon appetito!
- Virgilio Riento : Rosario
- Ernesto Almirante : le vieux baron
- Aroldo Tieri : le neveu du baron
- Guglielmo Sinaz (en) : le médecin des urgences